# Высокий кассационный суд Румынии
Высокий кассационный суд Румынии (рум. Înalta Curte de Casație și Justiție, букв. Высокий суд кассации и правосудия) — высший судебный орган в Румынии, суд высшей инстанции. Основан в 1861 году под этим именем, во времена правления коммунистов носил названия Верховный суд (рум. Curtea Supremă) в 1948—1952 годах и Верховный трибунал (рум. Tribunalul Suprem) в 1952—1989 годах.
Текущее название носит с октября 2003 года.

## Структура
Высокий суд кассации и правосудия состоит из следующих отделов:
- I гражданский отдел интеллектуальной собственности (рум. Secția I civilă și de proprietate intelectuală)
- II гражданский отдел (рум. Sectia a II-a civila)
- Уголовный отдел (рум. Secția Penală)
- Отдел административных и налоговых споров (рум. Secția de contencios administrativ și fiscal)
- Объединённые отделы (рум. Secțiile Unite)

В состав суда входят также ряд коллегий и подотделов. Главой суда является председатель, помощниками которого являются заместитель председателя и совет председателей отделов. Общее собрание судей Высокого суда назначает двух членов Верховный совет магистратуры. Это же собрание утверждает и публикует годовой отчёт о деятельности Высокого суда, а также бюджет суда.
Председатель суда, заместитель председателя и председатели отделов суда назначаются президентом Румынии по предложению Верховного совета магистратуры. На эти должности могут претендовать судьи Высокого суда, проработавшие на своих должностях не менее двух лет. Срок пребывания на должностях составляет три года; лицо не может занимать эти должности больше двух сроков подряд.

## Скандалы
С 1995 по 2000 годы Верховный суд Румынии реабилитировал не менее 14 человек, осуждённых коммунистическими властями после Второй мировой войны за сотрудничество с нацистами. Среди реабилитированных были три человека из правительства Иона Антонеску — министра пропаганды Никифора Крайника, помощника министра экономики Тома Гицулеску и министра финансов Герона Нетта. Были реабилитированы два полковника румынской армии — Раду Динулеску (рум. Radu Dinulescu), которого прозвали «румынским Эйхманом», и Георге Петреску (рум. Gheorghe Petrescu), помощник Динулеску. Наконец, были реабилитированы и оправданы бывший министр юстиции Стелян Попсеку и журналист Пан Визилеску. Реабилитация полковников осуществлялась в рамках процедуры «чрезвычайной апелляции», которую отменили в 2004 году по требованию Европейского суда по правам человека. В феврале 2004 года историк Эфраим Зурофф, узнавший о решениях Верховного суда Румынии, потребовал от румынских властей пересмотреть решение о реабилитации Динулеску и Петреску, однако ему ответили, что это уже технически невозможно, поскольку процедуру «чрезвычайной апелляции» отменили, и в румынском законодательстве не было механизма по отмене подобных решений.
В мае 2008 года Высокий кассационный суд Румынии рассматривал решение Апелляционного суда Бухареста от 2006 года о частичной отмене приговора в отношении Иона Антонеску. Апелляционный суд снял с кондукэтора, расстрелянного в 1946 году, часть обвинений, связанных с его сотрудничеством с Нацистской Германией в 1941—1944 годах. Высокий кассационный суд отменил решение Апелляционного суда и оставил в силе вынесенный Антонеску приговор.

## Список председателей суда
| Номер                             | Имя                                                               | Начало полномочий                 | Конец полномочий                  |
| Высокий суд кассации и правосудия | Высокий суд кассации и правосудия                                 | Высокий суд кассации и правосудия | Высокий суд кассации и правосудия |
| --------------------------------- | ----------------------------------------------------------------- | --------------------------------- | --------------------------------- |
| 1                                 | Василе Стурдза                                                    | 14 февраля 1862                   | 19 октября 1868                   |
| 2                                 | Константин Хурмузаки                                              | 24 октября 1868                   | 8 марта 1869                      |
| 3                                 | Скарлат Фэлкояну                                                  | 8 марта 1869                      | 3 сентября 1876                   |
| 4                                 | Александру Крецеску                                               | 3 сентября 1876                   | 15 октября 1886                   |
| 5                                 | Константин Скина (рум. Constantin Schina)                         | 15 октября 1886                   | 1 апреля 1906                     |
| 6                                 | Скарлат Ферекиде (рум. Scarlat Ferekyde)                          | 1 апреля 1906                     | 1 мая 1909                        |
| 7                                 | Георге Багдат (рум. George Badgat)                                | 1 мая 1909                        | 1 октября 1911                    |
| 8                                 | Корнелиу Рэмничану-Манолеску (рум. Corneliu Râmniceanu-Manolescu) | 1911                              | 1918                              |
| 9                                 | Виктор Ромничану                                                  | 1919                              | 5 августа 1924                    |
| 10                                | Георге Буздуган                                                   | 5 августа 1924                    | 5 июня 1927                       |
| 11                                | Оскар Никулеску                                                   | 5 августа 1927                    | 7 ноября 1930                     |
| 12                                | Ион Стамбулеску (рум. Ion Stambulescu)                            | 7 ноября 1930                     | 17 февраля 1931                   |
| 13                                | Димитрие Волански                                                 | 24 марта 1931                     | 1 июня 1938                       |
| 14                                | Андрей Рэдулеску                                                  | 1 июня 1938                       | сентябрь 1940                     |
| 15                                | Димитрие Георге Лупу (рум. Dimitrie Gheorghe Lupu)                | сентябрь 1940                     | 1944                              |
| 16                                | Оконел Чиреш (рум. Oconel Cireş)                                  | 1944                              | 1945                              |
| 17                                | Петре Давидеску (рум. Petre Davidescu)                            | 1945                              | 1947                              |
| (16)                              | Оконел Чиреш (рум. Oconel Cireş)                                  | 1947                              | 1948                              |
| Верховный суд                     |                                                                   |                                   |                                   |
| (16)                              | Оконел Чиреш (рум. Oconel Cireş)                                  | 1949                              | 1 апреля 1949                     |
| 18                                | Георге Стере (рум. Gheorghe Stere)                                | 1 августа 1949                    | 1 августа 1952                    |
| Верховный трибунал                |                                                                   |                                   |                                   |
| 18                                | Георге Стере (рум. Gheorghe Stere)                                | 1 августа 1952                    | 24 января 1953                    |
| 19                                | Стелян Ницулеску (рум. Stelian Niţulescu)                         | 24 января 1953                    | 1 июля 1954                       |
| 20                                | Александру Войтинович (рум. Alexandru Voitinovici)                | 1 июля 1954                       | март 1967                         |
| 21                                | Эмилиан Нуческу (рум. Emilian Nucescu)                            | март 1967                         | август 1975                       |
| 22                                | Константин Стэтеску (рум. Constantin Stătescu)                    | август 1975                       | январь 1977                       |
| 23                                | Иустин Григораш (рум. Iustin Grigoraş)                            | январь 1977                       | ноябрь 1979                       |
| 24                                | Иоан Сэлэжан (рум. Ioan Sălăjan)                                  | ноябрь 1979                       | 27 декабря 1989                   |
| Верховный суд                     |                                                                   |                                   |                                   |
| 24                                | Иоан Сэлэжан (рум. Ioan Sălăjan)                                  | 27 декабря 1989                   | 3 января 1990                     |
| 25                                | Теодор Василиу (рум. Teodor Vasiliu)                              | 3 июня 1990                       | 20 июля 1990                      |
| 26                                | Теофил Поп (рум. Teofil Pop)                                      | 20 июля 1990                      | 17 июня 1992                      |
| 27                                | Валериу Богдэнеску (рум. Valeriu Bogdănescu)                      | 13 июля 1992                      | 25 июля 1994                      |
| 28                                | Георге Углян (рум. Gheorghe Uglean)                               | 20 декабря 1994                   | 20 июня 1998                      |
| 29                                | Сорин Мойсеску (рум. Sorin Moisescu)                              | 20 июня 1998                      | 6 апреля 2000                     |
| 30                                | Пол Флоря                                                         | 27 апреля 2000                    | 18 октября 2003                   |
| Высокий суд кассации и правосудия |                                                                   |                                   |                                   |
| 30                                | Пол Флоря                                                         | 18 октября 2003                   | 16 июня 2004                      |
| 31                                | Николае Попа                                                      | 14 июля 2004                      | 14 сентября 2009                  |
| 32                                | Лидия Бэрбулеску                                                  | 14 сентября 2009                  | 15 сентября 2010                  |
| 33                                | Ливия Доина Стайчу                                                | 17 сентября 2010                  | 14 сентября 2016                  |
| 34                                | Юлия-Кристина Тарча (рум. Iulia-Cristina Tarcea)                  | 14 сентября 2016                  | 14 сентября 2019                  |
| 35                                | Корина Алина Корбу                                                | 15 сентября 2019                  | н. в.                             |